# Cross River (stát)
Cross River je jeden ze 36 států Nigérie. Leží na jihovýchodě země v oblasti South South a jeho hlavním městem je Calabar. Pojmenován byl po řece Cross River, která státem protéká. Stát vznikl v květnu 1967 a v roce 2022 zde žilo přibližně 4,4 milionu obyvatel. Sousedními státy jsou Benue na severu, Ebonyi a Abia na západě, se státem Akwa Ibom sousedí pak na jihozápadě a s Kamerunem na východě. V letech 1967 až 1976 nesl stát název South-Eastern State. V roce 1987 se od státu oddělil nově vzniklý stát Akwa Ibom. Dominantním etnikem žijícím ve státě jsou Efikové.